# Floyera
Floyera (griechisch), auch flogera, phlogera, fluera, ist die Sammelbezeichnung für einfache Längsflöten in der griechischen Musik, die traditionell von Bergschäfern gespielt wurden. Floyera ist sprachverwandt mit anderen Hirtenflöten in Südosteuropa, darunter albanisch flojere, serbisch frula, rumänisch fluier und ukrainisch frilka.
Die floyera ist an beiden Enden offen und meist etwa 30 cm lang. Länge und Material können variieren. Während die Flöten früher oftmals von den Schäfern selbst aus einem Zweig oder aus Bambus angefertigt wurden, gibt es heute auch floyeras aus Metall und Plastik. Die floyera besitzt ein Daumenloch an der Unter- und sechs (in seltenen Fällen auch sieben) Fingerlöcher an der Oberseite.
Daneben werden im Volksmund auch längs geblasene kleine Flöten mit sieben Löchern floyera genannt. Im Norden Griechenlands entstanden auch längere floyeras, meist werden diese Weiterentwicklungen jedoch tzamara oder gavali (abgeleitet von der bulgarischen kaval) genannt.